# Vilém Jareš
Vilém Jareš (25. března 1859 Proudkovice – 20. července 1933 Plzeň) byl rakouský a český podnikatel a politik, na počátku 20. století poslanec Českého zemského sněmu.

## Biografie
Profesí byl velkoobchodníkem v Plzni. Měl titul komerčního rady a za Československa ještě zastával funkci censora Národní banky Československé. Angažoval se ve veřejném a politickém životě na Plzeňsku.
Na počátku století se zapojil i do zemské politiky. Ve volbách v roce 1908 byl zvolen do Českého zemského sněmu v kurii obchodních a živnostenských komor (volební obvod Plzeň). Politicky se uvádí coby člen mladočeské strany. Kvůli obstrukcím se ovšem sněm fakticky nescházel.